# Riacho Emas
Riacho Emas är ett periodiskt vattendrag i Brasilien.   Det ligger i delstaten Paraíba, i den östra delen av landet, 1 400 km nordost om huvudstaden Brasília.
Omgivningarna runt Riacho Emas är huvudsakligen savann. Runt Riacho Emas är det ganska glesbefolkat, med 29 invånare per kvadratkilometer.